# 石川瞳 (女性タレント)
石川 瞳（いしかわ ひとみ、1979年6月12日 - ）は、日本のタレントである。

## 人物
東京都生まれ。東京都立国立高等学校卒業後、芸能界へ進む。1998年（平成10年）、「BiKiNi」でデビューし、翌年にはテレビ番組 『ワンダフル』に第4期「ワンギャル」として、同番組にレギュラー出演した。
芸能事務所は、A-team、シャイニングプロダクションに所属していた。A-team時代には「1980年生まれ」としていたことがある。
現在の活動は不明だが、ワンダフルで共演した相沢真紀などのブログ記事で登場している。

## 主な出演

### テレビドラマ
- shin-D「恋は桃色」（1998年、日本テレビ）
- 私ってへん?（1998年、TBS）
- 六本木キャバクラ天使（1999年、テレビ朝日）
- 大河ドラマ「葵 徳川三代」（2000年、NHK）

### その他テレビ番組
- BiKiNi（1998年4月 - 1999年3月、テレビ東京）レギュラー
- グラビアの美少女（1998年、MONDO21）
- ワンダフル（2000年4月 - 2001年3月、TBS）第4期ワンギャル レギュラー

## 出版

### 写真集
- Apple of the eye（1999年8月、ルー出版、撮影：武藤義）ISBN 978-4897780894
- PUPILLA（2001年5月、音楽専科社、撮影：山岸伸）ISBN 978-4872790672